# Jeleznodorojni (Rostov)
|  | Per a altres significats, vegeu «Jeleznodorojni». |

Jeleznodorojni (en rus: Железнодорожный) és un poble (un khútor) de l'óblast de Rostov, a Rússia, segons el cens rus del 2019 tenia 423 habitants. Pertany al districte de Tsimliansk.